# パラシオ・デ・デポルテス・ホセ・マリア・マルティン・カルペナ

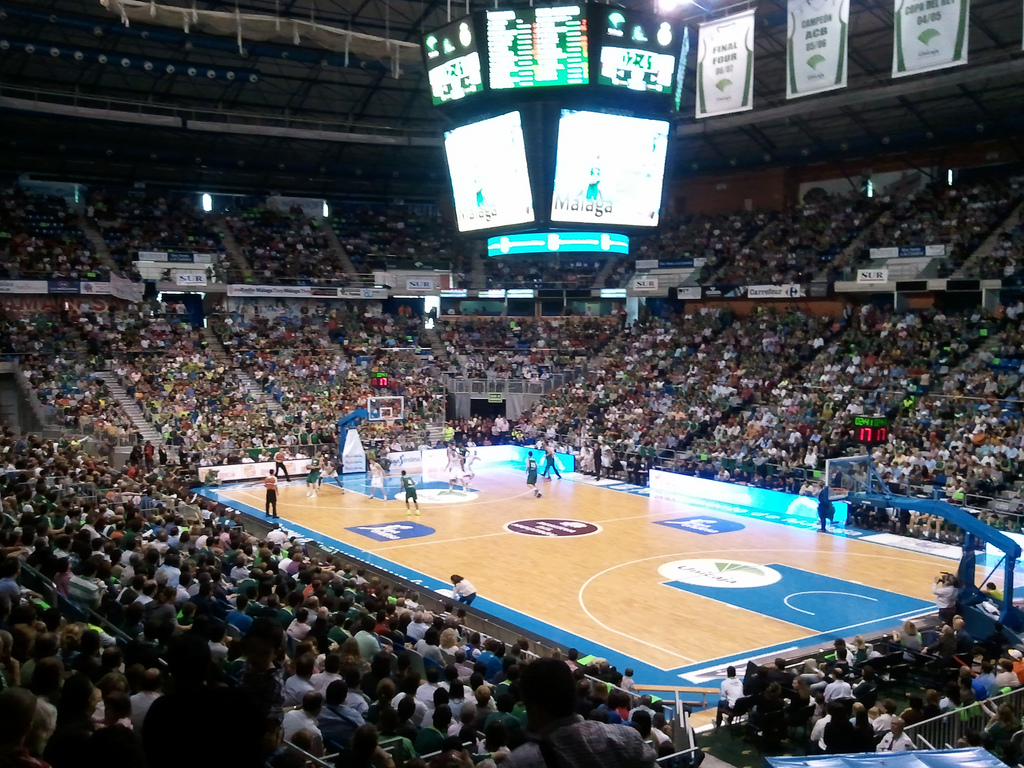
2011年のリーガACBの試合

パラシオ・デ・デポルテス・ホセ・マリア・マルティン・カルペナ（Palacio de Deportes José María Martín Carpena）は、スペイン・アンダルシア州マラガ県マラガにある屋内アリーナ。スポーツの試合を行う場合の座席数は11,300席であり、コンサートを行う場合の座席数は10,000席である。スペイン南部では最大の屋内アリーナである。

## 歴史
1999年、パラシオ・デ・ロス・デポルテス・シウダ・マラガ（Palacio de los Deportes Ciudad deMálaga）として開場した。同年からCBマラガのホームアリーナとして使用されている。
2000年7月にはマラガ市議会議員のホセ・マリア・マルティン・カルペナ（国民党）がテロリスト集団のバスク祖国と自由(ETA)に殺害されたため、同年9月には彼の名を冠したパラシオ・デ・デポルテス・ホセ・マリア・マルティン・カルペナ（Palacio de Deportes José María Martín Carpena）に改称した。
2010年には第1期増築工事が完成し、座席数が9,743席から11,300席に増加した。CBマラガのホームゲームはチケットの人気が高いため、座席数を13,000席まで増やす計画がある。